# Блё де Терминьон
Блё де Терминьон (фр. Bleu de Termignon) — французский сыр, относящийся к голубым сырам.
Данный сыр также известен как Блё дю Мон-Сен (фр. Bleu du Mont-Cenis) и Блё де Бессан (фр. Bleu de Bessans).

## Изготовление
Блё де Терминьон производят из сырого молока коров пород Тарин и Абонданс, пасущихся на горных пастбищах Французских Альп в районе селения Терминьон. Сыр изготавливается небольшими партиями в шести сыроварнях с июня по сентябрь. Подсоленный сырный сгусток выдерживается в течение двух дней, после чего перемешивается. Затем сырной головке вручную придаётся форма, которая заворачивается в ткань. Голубая пенициллиновая плесень специально в мякоть не вводится, она проникает под корку естественным образом в процессе выдержки, однако этот процесс происходит не всегда, поэтому иногда встречаются экземпляры Блё де Терминьон без вкраплений плесени. Во время выдержки сырные головки регулярно переворачивают и протирают.

## Описание
Головки сыра имеют форму цилиндра с прямой боковой поверхностью диаметром 28—29 сантиметров, высотой 10—15 сантиметров и весом до 7 килограмм. Сыр покрыт жесткой сухой коркой коричневого цвета с красными пятнами и белым налётом. Мякоть у сыра рассыпчатая зернистая цвета слоновой кости, ближе к корке встречаются тонкие голубые вкрапления плесени.
Сыр обладает сильным немного пряным острым вкусом и отчетливым резким землистым ароматом. Во вкусе могут присутствовать горьковатые нотки.
Употребляется в качестве самостоятельного блюда, сочетается с мягкими винами.